# Dialetto siciliano metafonetico centrale
Il dialetto siciliano metafonetico centrale è una variante diatopica della lingua siciliana parlata nella Sicilia centrale (territori di Caltanissetta, Enna, parte orientale dell'agrigentino e Madonie, nel palermitano).

## Distribuzione geografica
Le varietà raggruppate all'interno del "siciliano metafonetico centrale" sono parlate nella parte centrale della Sicilia, corrispondente ai territori provinciali di Agrigento (la parte orientale, comprendente i centri di Canicattì e Licata), Caltanissetta ed Enna, nonché al comprensorio madonita (città metropolitana di Palermo).

## Dialetti

Mappa linguistica della Sicilia secondo le aree dialettali individuate nel Vocabolario siciliano

Nella sistemazione delle sigle di localizzazione dei dialetti siciliani operata nel Vocabolario siciliano, le parlate afferenti al gruppo centrale sono state classificate nel seguente modo:
- parlate delle Madonie
  - dialetti palermitani orientali (delle Madonie) (PA I)
- dialetti nisseno-ennesi
  - dialetti ennesi settentrionali (EN I)     
  - dialetti ennesi meridionali (EN II)     
  - dialetti nisseni nordorientali (CL I)     
  - dialetti nisseni sudoccidentali (CL II)     
  - dialetti nisseni meridionali (CL III)
- dialetti agrigentini orientali (AG I)